# KDE
KDE ist eine Community aus Programmierern, Künstlern und anderen Beiträgern, die sich der Entwicklung freier Software verschrieben hat. Sie ist primär bekannt für die Plasma-Arbeitsumgebung (Versionen 6, 5 und 4) und das ursprüngliche K Desktop Environment (Versionen 1–3; abgekürzt ebenfalls KDE, wovon sich der Community-Name ableitet). Hinter der Community steht der eingetragene Verein KDE e. V. mit Sitz in Berlin, der sich als juristische Person um finanzielle und rechtliche Aspekte des Projekts kümmert.

## Geschichte

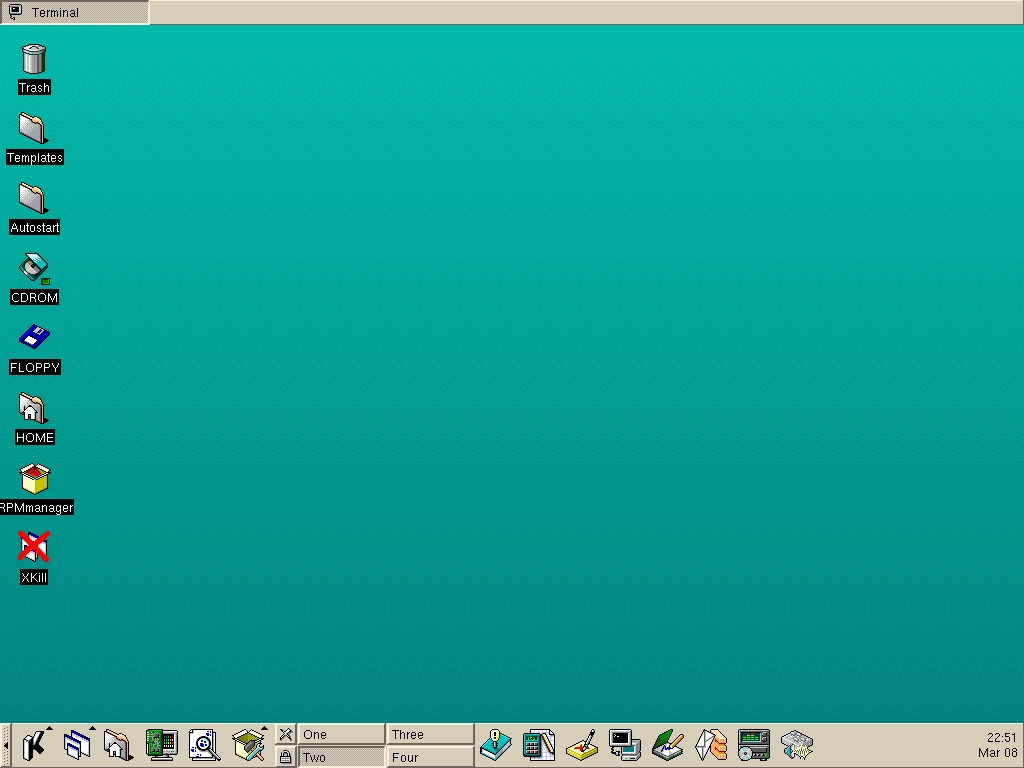
K Desktop Environment 1.0

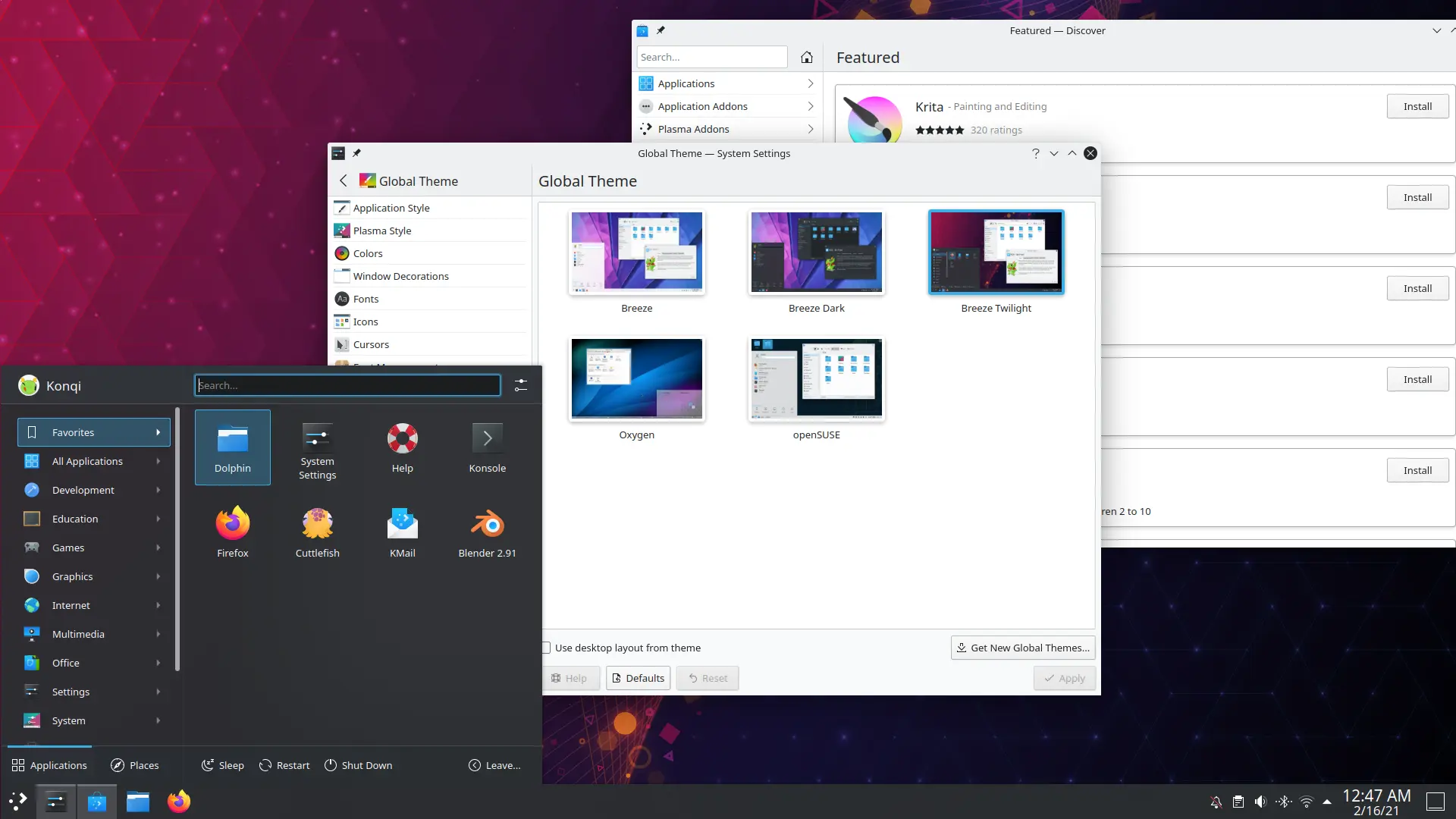
KDE Plasma 5.21 Desktop

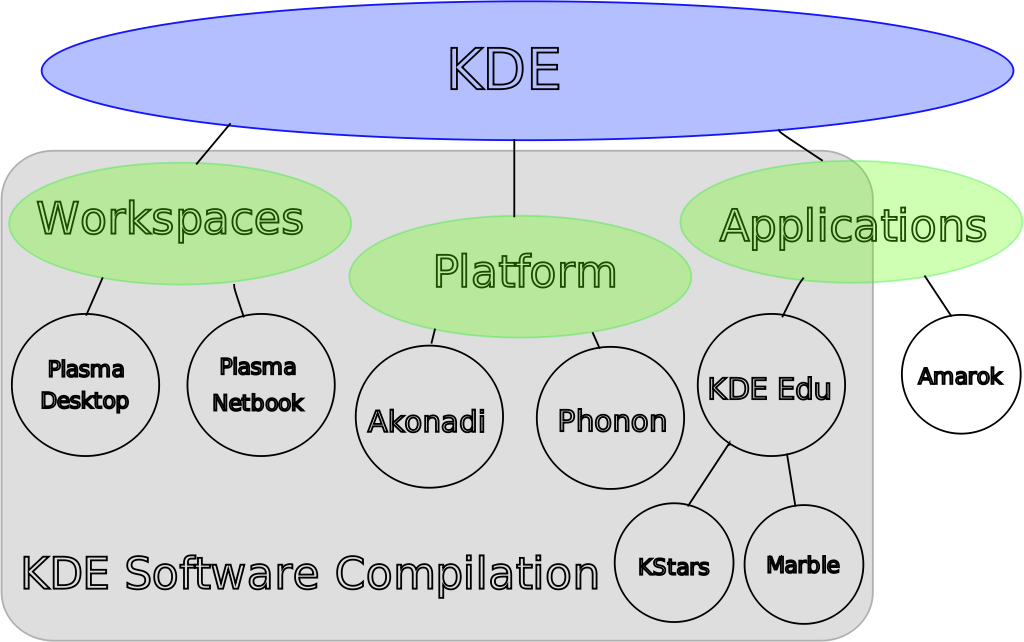
Kernbereiche der Softwareentwicklung nach der neuen Markenstrategie

Das Projekt wurde am 14. Oktober 1996 von Matthias Ettrich unter dem Namen Kool Desktop Environment ins Leben gerufen. Die Programmierer orientierten sich zunächst am damals bereits verfügbaren aber proprietären Unix-Desktop CDE, sowohl vom Funktionsumfang als auch vom Namen her. Sie setzten aber von Anfang an auf eine objektorientierte Programmiersprache (C++) und eine umfangreiche, bereits bestehende Oberflächenbibliothek namens Qt, die von Trolltech entwickelt worden war. Im Laufe der Entwicklung wurde die Bezeichnung Kool aufgegeben, das K verblieb damit ohne weitere Bedeutung im Namen.
Am 12. Juli 1998 wurde die finale Version 1.0 des K Desktop Environment veröffentlicht. Diese frühe Version wurde von der Unix-Community mit gemischten Gefühlen aufgenommen: Viele kritisierten die Verwendung der unfreien Oberflächenbibliothek Qt. Bedingt durch Druck, der auf Trolltech ausgeübt wurde, und durch die Überzeugungsarbeit der KDE-Entwickler entschied sich Trolltech im April 1999 dafür, Qt in einer speziellen, freieren Version zur Verfügung zu stellen, die die Ansprüche der Community weitestgehend erfüllte. Der endgültige Durchbruch folgte dann mit der Version 2.0 vom 23. Oktober 2000.
Die Version 3.0 vom 3. April 2002 war in erster Linie eine Portierung auf die neue Hauptversion des zugrunde liegenden Frameworks Qt 3.0. KDE veröffentlichte die letzte Version, 3.5.10, am 26. August 2008.
Am 18. August 2006 veröffentlichte das KDE-Team die erste Vorabversion der neuen KDE Software Compilation 4 mit dem Namen Krash unter der Versionsnummer 3.80.1. Am 11. Januar 2008 wurde schließlich die finale Version 4.0 veröffentlicht.
Am 6. November 2009 wurde der Projektgründer Matthias Ettrich für KDE mit dem Bundesverdienstkreuz ausgezeichnet.
2009 wurde auch die Ausformulierung K Desktop Environment fallen gelassen. Fortan bezeichnet KDE nur noch die Entwicklungsgemeinschaft und das Programmpaket wird als Software Compilation (KDE SC) bezeichnet. Die neue Markenstrategie ist seit dem 24. November 2009 in Kraft. Die erste nach dem Strategiewechsel veröffentlichte Version war formell 4.3.4, jedoch trägt erst Version 4.4 Beta 1 auch in der Software diese Bezeichnung.

## Organisation
Die Vertretung der Community nach außen übernimmt der gemeinnützige, in Deutschland eingetragene Verein KDE e. V., der auch das Recht an der Marke KDE innehat und 1997 gegründet wurde. Der Verein mit Sitz in Berlin vertritt die Mitglieder in allen finanziellen und rechtlichen Belangen und hilft bei der Ausrichtung der Konferenzen und Treffen der Projektmitglieder. Der KDE e. V. hat einen fünfköpfigen Vorstand, dessen Mitglieder für eine Dauer von maximal drei Jahren von einer Generalversammlung gewählt werden. Derzeit besteht er aus Aleix Pol i Gonzàlez (Präsident), Lydia Pintscher (Vizepräsidentin), Eike Hein (Vizepräsident und Schatzmeister), Neofytos Kolokotronis und Adriaan de Groot.
In einigen Ländern hat KDE auch eigene Organisationen. Diese sind entweder frei organisiert (KDE India) oder haben sich, ebenso wie der KDE e. V., eine rechtliche Form gegeben (KDE España). Andere wiederum kooperieren mit bereits existierenden rechtlichen Körperschaften.
Die im November 2005 gegründete Marketing Working Group hat sich das Ziel gesetzt, dabei zu helfen, bestehende Öffentlichkeitsarbeitsprojekte besser zu koordinieren und weitere zu ergänzen. Sie besteht im Moment aus Carl Symons, Inge Walling und Jos Poortvliet.
Im Februar 2006 wurde erstmals eine siebenköpfige Technical Working Group von den Mitgliedern des KDE e. V. gewählt. Diese Gruppe soll die Veröffentlichung neuer KDE-Versionen koordinieren und planen. Weiterhin soll sie entscheiden, welche Software in KDE aufgenommen oder entfernt wird, wie verschiedene Programme zu Modulen zusammengefasst werden sollen und welche Abhängigkeiten zwischen den Modulen und zu externer Software erlaubt sein sollen. Darüber hinaus soll sie technische Entscheidungen, die das gesamte KDE-Projekt betreffen, begleiten und dafür sorgen, dass solche Entscheidungen gut dokumentiert werden. Eine weitere Aufgabe ist es, eine Anlaufstelle für generelle technische Fragen in Bezug auf KDE zu sein und Kontakte zwischen verschiedenen Entwicklern des Projekts herzustellen. Die Technical Working Group wurde zunächst für sechs Monate gewählt. Nach dieser Zeit wurde ihre Arbeit beurteilt. Die Technical Working Group wurde nach einem Jahr durch das Release Team, einem von KDE e. V. unabhängigen Organ ersetzt.
Des Weiteren gibt es eine Community Working Group, eine System Administration Working Group, eine Financial Working Group und eine User Working Group.
Wie viele Projekte aus der Freie-Software-Szene wird auch KDE hauptsächlich von ehrenamtlichen Entwicklern getragen. Zusätzlich werden einige Entwickler von verschiedenen Firmen für ihre Arbeit an KDE bezahlt. Die Entwickler, Designer und sonstige Mitarbeiter des Projekts organisieren sich über die für Open-Source-Projekte dieser Größe üblichen Kommunikationswege wie Mailinglisten, Wikis, Webforen, Newsgroups, dem öffentlich zugänglichen Bugtracker und Konferenzen. Die wichtigste Konferenz ist dabei die jährlich jeweils in einem anderen europäischen Land stattfindende Akademy.

## Konferenzen
KDE hält Konferenzen ab und nimmt an anderen Konferenzen rund um freie Software teil. Die beiden wichtigsten von KDE selbst veranstalteten Konferenzen sind Akademy und Camp KDE. Beides sind thematisch und geografisch weiträumig angelegte Veranstaltungen.

### Akademy
Die Akademy wird seit 2003 jedes Jahr im Sommer an wechselnden Orten in Europa abgehalten:
- 2003 Nové Hrady[17]
- 2004 Ludwigsburg[18]
- 2005 Málaga[19]
- 2006 Dublin[20]
- 2007 Glasgow[21]
- 2008 Sint-Katelijne-Waver[22]
- 2009 Gran Canaria erstmals zusammen mit der GUADEC (GNOME Users And Developers European Conference), der jährlichen Konferenz des Gnome-Projektes[23]
- 2010 Tampere[24]
- 2011 Berlin (erneut zusammen mit der GUADEC)[25][26]
- 2012 Tallinn[27]
- 2013 Bilbao[28]
- 2014 Brno[29]
- 2015 A Coruña[30]
- 2016 Berlin[31]
- 2017 Almería[32]
- 2018 Wien[33]
- 2019 Mailand[34]
- 2020 Online (aufgrund der COVID-19-Pandemie)[35]
- 2021 Online[36]
- 2022 Barcelona[37]
- 2023 Thessaloniki[38]
- 2024 Würzburg[39]

### Camp KDE
Camp KDE war das Gegenstück zur Akademy für den amerikanischen Kontinent. Es fand 2009 bis 2011 jährlich im Januar statt.
- 2009 Jamaica[40][41]
- 2010 San Diego[42]
- 2011 San Francisco (außerhalb des Rhythmus im April)[43]

### Weitere Konferenzen
Neben Akademy und Camp KDE gibt es weitere Konferenzen, die enger angelegt sind:
- Akademy-ES richtet sich an die spanische Community
- conf.kde.in richtet sich an die indische Community
- Akademy-BR hat bisher nur einmal stattgefunden und zwar im Jahr 2010. Sie richtete sich an brasilianische KDE-Mitwirkende.[44]
- Tokamak legt den Fokus auf gemeinsames Treffen der Gestalter und Entwickler von Plasma, KWin und des Oxygen Projects.

## Kooperationen mit anderen Organisationen

### freedesktop.org
freedesktop.org ist eine Kollaborationsplattform mit dem Ziel, die Interoperabilität der Desktop-Umgebungen auf dem X Window System zu verbessern. Das KDE-Projekt ist innerhalb von freedesktop.org aktiv, um gemeinsame Standards mit dem Gnome-Projekt und zahlreichen anderen zu erarbeiten.

### Wikimedia
Am 23. Juni 2005 wurde bekannt, dass das KDE-Projekt und die Wikimedia Foundation eine Kooperation anstreben. Geplant war insbesondere, Inhalte von Wikimedia-Projekten über eine Webservice-Schnittstelle für KDE-Programme anzubieten.
In KDE 3.5 wurde bereits damit begonnen, Wikipedia-unterstützende Funktionen zu integrieren. Der Editor Kate erhielt in dieser Version eine Wikitext-Syntaxhervorhebung. Der KDE-Musikspieler Amarok zeigt Informationen über Interpreten aus der Wikipedia mit Hilfe eines eingebetteten Webbrowsers an, und der KDE-Globus Marble bindet auf ähnliche Weise Wikipedia-Artikel über Städte ein.
Von April 2008 bis September 2009 teilten sich der KDE e. V. und Wikimedia Deutschland e. V. gemeinsame Büros in Frankfurt am Main.

### Free Software Foundation Europe
Im Mai 2006 wurde KDE e. V. Associate Member der Free Software Foundation Europe (FSFE).
Am 22. August 2008 gaben KDE e. V. und FSFE bekannt, dass das KDE-Projekt nach anderthalbjähriger Zusammenarbeit mit FSFEs Freedom Task Force das Fiduciary Licence Agreement der FSFE annehmen werde. Damit können KDE-Entwickler auf freiwilliger Basis ihre Nutzungsrechte an den KDE e. V. abtreten, um bei Rechtsverletzungen durch Andere leichter eingreifen zu können.
Im September 2009 bezogen KDE e. V. und die FSFE gemeinsame Büros in Berlin.

### Gnome
Seit 2009 geht die Zusammenarbeit zwischen KDE und dem Gnome-Projekt auch über freedesktop.org hinaus, indem sich beide Organisationen dazu entschlossen, alle zwei Jahre ihre jährlichen Konferenzen Akademy und GUADEC gemeinsam abzuhalten. Die erste derartige gemeinsame Konferenz war der Gran Canaria Desktop Summit vom 3. bis zum 11. Juli 2009. Darauf folgte ein weiterer Desktop Summit in Berlin 2011.

### Kommerziell agierende Unternehmen
Durch die Nutzung von Qt als Basis für KDE-Software bildeten sich schnell Beziehungen zur mittlerweile von Nokia übernommenen Firma Trolltech. Im Juni 1998 gründeten KDE e. V. und Trolltech gemeinsam die KDE Free Qt Foundation, um den Fortbestand von Qt als Freier Software zu gewährleisten. Trolltech begann außerdem, als Sponsoring-Maßnahme einige KDE-Entwickler einzustellen.
Die Software-Entwicklungs- und -Consulting-Firmen Intevation GmbH aus Deutschland und die schwedische Klarälvdalens Datakonsult AB (KDAB) nutzen Qt und KDE-Software – insb. Kontact und Akonadi für Kolab – für ihre Dienstleistungen und Produkte, weshalb beide KDE-Entwickler beschäftigen.

### Distributoren
Viele Distributoren von Linux und anderen freien Betriebssystemen beteiligen sich an der Entwicklung der Software, die sie vertreiben, und sind dementsprechend auch im KDE-Projekt aktiv. Das schließt kommerzielle Distributoren wie z. B. SUSE, Mandriva, Red Hat oder Canonical mit ein, aber auch staatlich geförderte unkommerzielle Organisationen wie der Wissenschafts- und Forschungsrat der Türkei mit seiner Linux-Distribution Pardus.
Die jeweils aktuelle stabile Versionen von KDE wird in der hauseigenen Distribution KDE neon sowie in openSUSE Argon (auf Basis von openSUSE Leap) und Krypton (auf Basis von openSUSE Tumbleweed) kontinuierlich ausgeliefert.

## KDE-Software
KDE gehört zu den größten und aktivsten Herstellern Freier Software und veröffentlicht eine Vielzahl von Programmen. Diese sind in drei Kategorien einteilbar:
- Der KDE-Plasma-Desktop,
- die KDE Frameworks und
- die Anwendungen aus KDE Gear (früher KDE Applications), die zusammen in einem regelmäßigen Zyklus veröffentlicht werden.

Darüber hinaus gibt es weitere Programme, die an keiner grenzübergreifend koordinierten Entwicklung teilnehmen und stattdessen eigene Veröffentlichungszyklen verfolgen, jedoch KDEs Infrastruktur nutzen. Prominente Vertreter sind Krita, Amarok, K3b und die Calligra Suite. Weitere Anwendungsprogramme sind z. B. der Video-Editor Kdenlive, der früher unabhängig entwickelt wurde und inzwischen offiziell Teil von KDE Gear geworden ist.